# Through the Looking-Glass
Through the Looking-Glass and What Alice Found There (publicado em Portugal como Alice do Outro Lado do Espelho e no Brasil como Alice Através do Espelho e O Que Ela Encontrou Por Lá e ainda Alice No País Dos Espelhos) é um livro de 1871, a continuação do célebre Alice's Adventures in Wonderland (Alice no País das Maravilhas), de 1865. O autor é Charles Lutwidge Dodgson, conhecido como Lewis Carroll (1832–1898).

## História
Em Alice no País das Maravilhas, a menina protagonista segue o Coelho Branco, cai no País das Maravilhas e conhece os mais variados e estranhos personagens. Nesta continuação, Alice tem de ultrapassar vários obstáculos — estruturados como etapas de um jogo de xadrez — para se tornar rainha. À medida que ela avança no tabuleiro, surgem outros tantos personagens instigantes e enigmáticos. O livro exalta essa esperteza que os adultos tantas vezes tomam por insolência. Sem tal qualidade, Alice não sobreviveria ao País das Maravilhas e ao estranho mundo do outro lado do espelho. Esses são, afinal, universos de pesadelo, povoados por essas criaturas esquisitas que vivem aprisionadas em paradoxos lógicos e argumentos circulares.

## Origem
Carroll, apaixonado por crianças, elaborou as duas narrativas como um contraponto fantasioso e feérico que ridicularizava a compostura exigida às histórias edificantes e moralistas que eram lidas para os pequenos súditos da Inglaterra vitoriana. Um claro exemplo é o momento em que a sentenciosa Rainha Vermelha diz: "Fale só quando falarem com você". Alice observa que, se essa regra fosse seguida por todos igualmente, a conversa deixaria de existir. Porém, tanto Alice no País das Maravilhas quanto Alice Através do Espelho mostraram ser muito mais do que histórias infantis: são obras-primas da literatura fantástica de todos os tempos, para leitores de todas as idades.
No Brasil, uma das traduções mais conhecidas — com uma linguagem dirigida ao público infantil, foi feita por Monteiro Lobato; outra, mais erudita e fiel ao original, é de Augusto de Campos.

## Outras mídias
- Num episódio de Popeye chamado de Sweapea Thru the Looking Glass, Gugu e Chip entraram no espelho e encontraram um coelho, um canguru e um elefante apressados para jogar golfe. Nisso, Chip é capturado pela rainha de copas (Bruxa do Mar) e pelo rei de copas (Brutus), cabendo ao Gugu salvá-lo.
- Um curta feito pela Disney em 1936 chamado Thru the Mirror faz uma paródia desse clássico, estrelando Mickey Mouse.
- Alice Através do Espelho (2016), continuação de Alice no País das Maravilhas (2010), dirigido por James Bobin com produção de Tim Burton, estrelado por Johnny Depp, como o Chapeleiro Maluco e Mia Wasikowska como Alice.
- No primeiro episódio da terceira temporada do anime Sword Art Online, o livro também é mencionado.
- Alguns personagens do anime Pandora Hearts são baseados no livro